# Luces de mis zapatos
 Luces de mis zapatos  es una película filmada en colores de Argentina dirigida por Luis Puenzo según su propio guion escrito en colaboración con Roberto Scheuer que se estrenó el 19 de julio de 1973 y que tuvo como principales actores a Pipo Pescador, Norman Briski, Juana Hidalgo y Antonio Luisi. Pipo Pescador también coescribió la música del film y Oscar Aráiz tuvo a su cargo la coreografía. Es la ópera prima de Puenzo como director.

## Sinopsis
En un cine de barrio se demora una función por la pérdida de la lata que contiene la película a estrenar, lo que lleva a una sucesión de situaciones cómicas.

## Reparto
- Pipo Pescador
- Norman Briski
- Juana Hidalgo
- Antonio Luisi
- Judith Wainer
- Eduardo Fasulo
- Salo Vasocchi
- Silvia Bolster
- Gabriela Toscano
- Paulino Andrada
- Luis Politti
- Elsa del Campillo
- Roberto Carnaghi

## Comentarios
La Prensa escribió:

”Luis Puenzo, un director quedel medio publicitario del que procede aporta un incisivo sentido de la sátira, arquetipos instantáneos y excelente calidad formal…ritmo desparejo.”

La Nación opinó:

”Interesante ensayo con pipo Pescador…Este film arriesgado en su tema y en su forma tiene un alto y hasta inesperado porcentaje de logro. La idea argumental se distingue por su apreciable originalidad. Contiene en ciernes la búsqueda y la nostalgia del cine mismo.”

Carmen Rivarola en El Cronista Comercial dijo:

”Elementos de calidad inusitada.”